# Sammanläggningsavhandling
En sammanläggningsavhandling eller kumulativ avhandling är en vetenskaplig avhandling som i motsats till monografi består av ett antal separata vetenskapliga artiklar eller uppsatser. Artikelformatet väljs ofta i de fall där doktoranden har för avsikt att publicera avhandlingen i delar och i internationella tidskrifter. Ett ytterligare skäl till att skriva artiklar är att delar av avhandlingen kan skrivas tillsammans med andra författare. Sammanläggningsavhandlingen ska introduceras och sättas i ett sammanhang i förhållande till relaterad aktuell forskning som summeras i en introduktion – ofta kallad kappa. Kappan kan också innehålla en förstärkning av till exempel metodval eller val av teoretisk referensram eftersom artikelformatet ofta inte tillåter diskussioner av detta slag.
Kraven på antal artiklar och kappans omfattning varierar starkt mellan forskningsdiscipliner och handledare. En sammanläggningsavhandling skall innehålla ett visst antal artiklar varav minst ett visst antal skall vara skrivna av doktoranden själv, och ett visst antal ska vara vetenskapligt granskade och publicerade i en vetenskaplig tidskrift (till skillnad från konferensbidrag eller till ännu inte publicerade artiklar).